# Declan Bennett
Declan Bennett (Coventry, 20 marzo 1981) è un attore e cantante britannico.

## Biografia
Nato a Coventry figlio di immigrati irlandesi, Bennett ha ricoperto i suoi primi ruoli teatrali con il National Youth Music Theatre. Ha fatto il suo debutto nel West End londinese con il musical di Boy George Taboo, in cui interpretava Guru Dazzle, un ruolo ricoperto successivamente anche nel tour britannico con Matt Lucas. Nel 2006 ha fatto il suo debutto negli Stati Uniti nella tournée nazionale del musical Premio Pulitzer Rent, in cui interpretava il protagonista Roger; dopo aver ricoperto la parte nel tour per nove mesi, fece anche il suo debutto a Broadway nell'ottobre del 2007 interpretando Roger in Rent, un ruolo che continuò ad interpretare fino al maggio 2008. Nel 2010 tornò a Broadway nel musical dei Green Day American Idiot, mentre nel 2013 tornò nel West End londinese per interpretare il protagonista maschile nel musical Once. 
Nell'estate del 2017 e del 2018 ha interpretato Cristo nella produzione estiva di Jesus Christ Superstar in scena al Regent's Park Theatre di Londra. Nell'ottobre 2019 torna a recitare in Jesus Christ Superstar in Giappone. Nell'estate del 2021 torna a calcare le scene del Regent's Park Open Air Theatre in un revival di Carousel in cui interpreta il protagonista Billy Bigelow. Nel 2022 ritorna a recitare a Broadway nel musical Moulin Rouge!, in cui ha rimpiazzato Tam Mutu nel ruolo del Duca. Inoltre, ha recitato anche in televisione, dove è noto soprattutto per aver interpretato Charlie Cotton nella soap opera EastEnders. Nel 2023 ha fatto il suo esordio come drammaturgo con la pièce Boy Out The City, rappresentata all'Edinburgh Fringe e nel West End londinese. Nel 2024 torna sulle scene londinesi per interpretare Pierre Bezuchov nella prima britannica di Natasha, Pierre & The Great Comet of 1812 alla Donmar Warehouse.
Bennett è dichiaratamente gay e sposato con Fra Fee dal 2024.

## Filmografia parziale

### Cinema
- A proposito di Davis (Inside Llewyn Davis), regia di Joel Coen ed Ethan Coen (2013)

### Televisione
- EastEnders - serie TV, 146 episodi (2014-2017)